# جيم بيتي (موسيقي)
جيم بيتي (بالإنجليزية: Jim Beattie)‏ هو موسيقي بريطاني، ولد في 1962.